# Ampelocissus helferi
Ampelocissus helferi är en vinväxtart som först beskrevs av M. Laws., och fick sitt nu gällande namn av Jules Émile Planchon. Ampelocissus helferi ingår i släktet Ampelocissus och familjen vinväxter. Inga underarter finns listade i Catalogue of Life.